# Iréne Grahn
Iréne Maria Andersson Grahn, född 7 februari 1945 i Skog by i Vilhelmina församling, död 2013 i Tällberg, var en svensk textil och bildkonstnär samt uppfinnare.
Iréne Grahn utbildade sig på Capellagården på Öland och på Textilinstitutet i Borås.
Hon fick i medelåldern reumatism och uppfann då fingerledsstödet "Fingerfärdig" för att undvika felutveckling av fingrarna så att de skulle bli krokiga. Prototypen gjordes i metall av en silversmed. Hon tog patent på sin uppfinning 1992 och startade firman IMG Rörlighet.
Grahn finns representerad vid bland annat Örebro läns landsting.